# Johann Heinrich Lobeman von Lohendal
Johann Heinrich Lobeman von Lohendal (auch: Johann Heinrich Lobemann oder Johann Heinrich von Lohendal; * 24. März 1671; † 1746 in Rendsburg) war ein holstein-gottorfischer General.

## Leben
Er war Herr des Adligen Gutes Mehlbek. Seine erste Frau war Dorothea Margrethe von der Lühe (1678–1716), mit der er eine Tochter hatte. Nach ihrem Tode heiratete er am 17. September 1721 Ida Magdalena von Ahlefeldt (1691–1762), die Tochter des Königlichen Landrates Detlev Siegfried von Ahlefeldt. Aus dieser Ehe gingen zwei Kinder hervor. Johann Heinrich Lobeman genoss eine ausgezeichnete Erziehung, stand später im gottorfischen Dienst und war Königlicher Kriegskommissar, Etats- und Konferenzrat und General. 1720 wurde er vom König Friedrich IV. von Dänemark und Norwegen unter dem Namen Lohendal geadelt und in den Adelsstand erhoben. Er war der Stammvater der Adelsfamilie von Lohendal.